# Вериссимо, Дани
Дани́ Вериссимо́-Пети́ (фр. Dany Verissimo-Petit; род. 27 июня 1982, Витри-сюр-Сен, Валь-де-Марн, Франция) — французская актриса и модель.

## Ранняя жизнь
Вериссимо родилась 27 июня 1982 года в Витри-сюр-Сен, Париж, Франция. Актриса имеет малагасийские корни по материнской линии и французские по отцовской. Родители расстались до её рождения. Обучалась в школе-интернате. В возрасте 13 лет порвала все связи с отцом. Когда Дани исполнилось 17 лет, её выгнала мать.

## Карьера
В возрасте 18 лет пыталась стать актрисой кино, однако так и не получив ни одной роли, она расстроилась и подумывала уйти в лёгкую эротику, однако после знакомства с порнорежиссером Джон Б. Рут который убедил её что из-за её типажа и внешности, у неё будет карьера только в качестве порноактрисы.
В качестве порноактрисы использовала псевдонимом Элли Мак Тьяна (фр. Ally Mac Tyana), отсылающий к главной героине одноимённого телесериала Элли Макбил.
С 2002 года начала исполнять небольшие роли в французских фильмах. В 2003 году закончила карьеру порноактрисы.
Сыграла главную женскую роль в фильме «13-й район». Актриса исполнила в фильме роль Лолы, сестры главного героя.
Сыграла в картине Алена Роб-Грийе «Вам звонит Градива»

## Фильмография
| Год  |   | Русское название       | Оригинальное название | Роль               |
| ---- | - | ---------------------- | --------------------- | ------------------ |
| 2002 | ф | Прощайте, мистер Монор | So Long Mister Monore | гость на вечеринке |
| 2004 | ф | 13-й район             | Banlieue 13           | Лола               |